# Nerijus Barasa
Nerijus Barasa (født 1. juni 1978 i Mažeikiai, Sovjetunionen) er en litauisk tidligere fodboldspiller (defensiv midtbane/højre back). Han spillede 25 kampe og scorede to mål for det litauiske landshold i perioden 2001-2006.
På klubplan repræsenterede Barasa blandt andet Kaunas og Kareda Šiauliai i hjemlandet, og var desuden udlandsprofessionel i både Letland, Rusland og Skotland.